# Divoká Orlice
La Divoká Orlice (en allemand : Wilde Adler) est une rivière de Pologne et de Tchéquie située dans la région des Sudètes. Elle sépare les massifs de Bystrzyckie (en) (Habelschwerdter Gebirge) et Orlické hory (Adlergebirge).
Elle est, avec la Tichá Orlice (Stille Adler), l'autre tributaire de l'Orlice (Adler) et fait partie du bassin-versant de l'Elbe. Après avoir pris naissance en Pologne, elle constitue la frontière avec la Tchéquie pendant 26 km. Sa longueur totale est de 99,3 km.